# Светлость (титул)
Све́тлость (также Светлейшее Высочество; нем. Durchlaucht, фр. altesse sérénissime) — титулование (перед именем или собственно титулом), соответствующее титулу владетельных князей и некоторых герцогов.

## Германия
Германское титулование Durchlaucht ведёт своё происхождение от лат. (su)perillustris и впервые было даровано императором Карлом IV в 1356 году курфюрстам; члены курфюршеских домов получили титул «Светлейшее Высокородие» (нем. Durchlauchtig Hochgeboren). Затем в 1742 году император Карл VI позволил всем владетельным князьям титуловаться Durchlaucht, а курфюрстам — «Курфюршеская Светлость» (нем. Kurfürstliche Durchlaucht).
В 1825 году постановлением сейма Германского союза титулование Durchlaucht было присвоено также князьям — главам медиатизированных владетельных домов. В 1829 году сейм также постановил графам — главам медиатизированных владетельных домов титуловаться «Сиятельство» (нем. Erlaucht). В настоящее время титул светлости носят члены княжеской семьи Лихтенштейна.
Младшие сыновья и все дочери владетельных княжеских домов Липпе-Детмольд, Шаумбург-Липпе, Вальдек-Пирмонт, Шварцбург-Рудольштадт, Шварцбург-Зондерсхаузен, старшей и младшей линии Рёйсс носили титул «Великокняжеская Светлость» (нем. Hochfürstliche Durchlaucht).

## Франция
Во Франции право на титул «Светлость» (фр. Altesse Sérénissime) имели принцы и принцессы крови, а также «иностранные принцы» — члены владетельных княжеских домов (например, Монако).

## Испания
В Испании титул «Светлейший сеньор» исп. El Serenísimo Señor — одно из титулований инфантов.

## Россия
В России титул светлейший был пожалован в петровское время лично А. Д. Меншикову и Д. К. Кантемиру, ранее возведённым в княжеское достоинство Священной Римской империи, за особые государственные заслуги.
Впоследствии наследственный титул светлости жаловался как вместе с княжеским (графы М. И. Кутузов, И. Ф. Паскевич), так и отдельно от него (потомственные князья П. М. Волконский, Д. В. Голицын).
По «Учреждению об Императорской фамилии» до 1886 года титул Светлость присваивался младшим детям правнуков императора и их потомству в мужском поколении (см. Князь императорской крови), а после 1886 года — всем правнукам и нисходящим мужским законным потомкам членов Императорского Дома.

### Список российских дворянских родов Российской и Священной Римской Империй, пожалованных титулом Светлейшего князя
1. Князь Меншиков, Александр Данилович — пожалован титулом Светлости Петром Великим в 1707 году[1].
2. Князь Кантемир, Дмитрий Константинович — пожалован титулом Светлости Петром Великим в 1711 году[2].
3. Князь Долгоруков, Иван Алексеевич — пожалован титулом Светлости императором Петром II в 1729 году[3].
4. Граф Орлов, Григорий Григорьевич — пожалован титулом князя и Светлости императором Иосифом II и признан императрицей Екатериной II в 1772 году[4][5].
5. Граф Потёмкин-Таврический, Григорий Александрович — пожалован титулом князя и Светлости императором Иосифом II и признан императрицей Екатериной II в 1776 году[6].
6. Граф Зубов, Платон Александрович — пожалован титулом князя и Светлости императором Францем II[7] и признан императрицей Екатериной II в 1796 году.
7. Граф Безбородко, Александр Андреевич — пожалован титулом князя и Светлости императором Павлом I в 1797 году[8].
8. Лопухин, Пётр Васильевич — пожалован титулом князя и Светлости императором Павлом I в 1799 году[9][10].
9. Граф Голенищев-Кутузов, Михаил Илларионович — пожалован титулом князя и Светлости императором Александром I в 1812 году с добавлением прозвища «Смоленский»[11].
10. Граф Салтыков, Николай Иванович — пожалован титулом князя и Светлости в 1814 году[12][13].
11. Граф Разумовский, Андрей Кириллович — пожалован титулом князя и Светлости в 1815 году[14][15].
12. Графиня Ливен, Шарлотта Карловна — пожалована титулом княгини и Светлости императором Николаем I в 1826 году[16].
13. Граф Паскевич, Иван Фёдорович — пожалован титулом князя и Светлости императором Николаем I в 1831 году с добавлением прозвища «Варшавский»[10][17].
14. Князь Дадиани, Леван Григорьевич — пожалован титулом Светлости императором Николаем I в 1834 году.
15. Князь Дадиан-Мингрельский, Георгий Григорьевич — пожалован титулом Светлости императором Николаем I в 1834 году.
16. Князь Шервашидзе, Михаил Георгиевич — пожалован титулом Светлости императором Николаем I в 1834 году.
17. Князь Волконский, Пётр Михайлович — пожалован титулом Светлости императором Николаем I в 1834 году[10][18].
18. Граф Витгенштейн, Пётр Христианович — пожалован титулом князя и Светлости прусским королем Фридрихом Вильгельмом III в 1834 году[19][20].
19. Князь Голицын, Дмитрий Владимирович — пожалован титулом Светлости императором Николаем I в 1841 году[10][21].
20. Граф Чернышёв, Александр Иванович — пожалован титулом Светлости императором Николаем I в 1841 году[10][22].
21. Князья Суворов, Александр Аркадьевич и Суворов, Константин Аркадьевич — пожалованы титулом Светлости императором Николаем I в 1851 году[23].
22. Князь Воронцов, Михаил Семёнович — пожалован титулом Светлости императором Николаем I в 1852 году[10][24].
23. Князь Грузинский, Иоанн Григорьевич, правнук царя Георгия XII, — пожалован титулом Светлости императором Александром II в 1865 году.
24. Князь Грузинский, Ираклий Александрович, внук царя Ираклия II, — пожалован титулом Светлости императором Александром II в 1865 году.
25. Князь Грузинский, Григорий Ильич, внук царя Георгия XII, — пожалован титулом Светлости императором Александром II в 1865 году.
26. Князь Грузинский, Давид Багратович, внук царя Георгия XII, — пожалован титулом Светлости императором Александром II в 1865 году.
27. Князь Грузинский, Николай Ильич, внук царя Георгия XII, — пожалован титулом Светлости императором Александром II в 1865 году.
28. Князь Грузинский, Георгий Окропирович, внук царя Георгия XII, — пожалован титулом Светлости императором Александром II в 1865 году.
29. Князь Грузинский, Павел Окропирович, внук царя Георгия XII, — пожалован титулом Светлости императором Александром II в 1865 году.
30. Князь Имеретинский, Константин Константинович, внук царя Давида II, — пожалован титулом Светлости императором Александром II в 1865 году.
31. Князь Имеретинский, Николай Константинович, внук царя Давида II, — пожалован титулом Светлости императором Александром II в 1865 году.
32. Князь Имеретинский, Александр Константинович, правнук царя Давида II, — пожалован титулом Светлости императором Александром II в 1865 году.
33. Князь Багратион-Имеритинский, Александр Дмитриевич, сын Д. Г. Багратиона-Имеретинского — пожалован титулом Светлости императором Александром II в 1865 году.
34. Князь Багратион-Имеритинский, Дмитрий Дмитриевич, сын Д. Г. Багратиона-Имеретинского — пожалован титулом Светлости императором Александром II в 1865 году.
35. Князь Дадиан-Менгрельский, Андрей Давидович — пожалован титулом Светлости императором Александром II в 1867 году.
36. Князь Горчаков, Александр Михайлович — пожалован титулом Светлости императором Александром II в 1871 году[10][25].
37. Демидов, Николай Петрович — пожалован титулом князя и Светлости императором Александром II в 1866 году с прибавлением фамилии его двоюродного деда Лопухин[26].
38. Князь Шервашидзе, Георгий Михайлович — пожалован титулом Светлости императором Александром II в 1875 году.
39. Княгиня Долгорукова, Екатерина Михайловна — пожалована титулом княгини Юрьевской и Светлости императором Александром II в 1880 году для себя и всего её потомства, рождённого от императора Александра II[27].
40. Граф Шувалов, Павел Андреевич (1846—1885) — пожалован титулом светлейшего князя Воронцова императором Александром III в 1882 году[28].
41. Граф Шувалов, Михаил Андреевич (1850 — 1903/4) — пожалован титулом светлейшего князя Воронцова императором Александром III в 1886 году после бездетной кончины брата Павла[29][28].

### После 1917 года
1. Эмери, Анна Ивановна — пожалована титулом княгини Романовской-Ильинской и Светлости так называемым императором Кириллом I в 1926 году для себя и всего её потомства, рождённого от великого князя Дмитрия Павловича.
2. Кшесинская, Матильда Феликсовна (1872—1971) — пожалована титулом княгини Романовской-Красинской и Светлости так называемым императором Кириллом I в 1935 году для себя и всего её потомства, рождённого от великого князя Андрея Владимировича.
3. Графиня Голенищева-Кутузова, Марина Сергеевна — пожалована титулом княгини Романовской-Кутузовой и Светлости так называемым императором Кириллом I в 1935 году для себя лично как супруги князя императорской крови Дмитрия Александровича Романова.
4. Александр Георгиевич Романов пожалован титулом Святейшего князя от так называемой императрицы Марии I в 2022 году.